# Национальная спутниковая система Индии

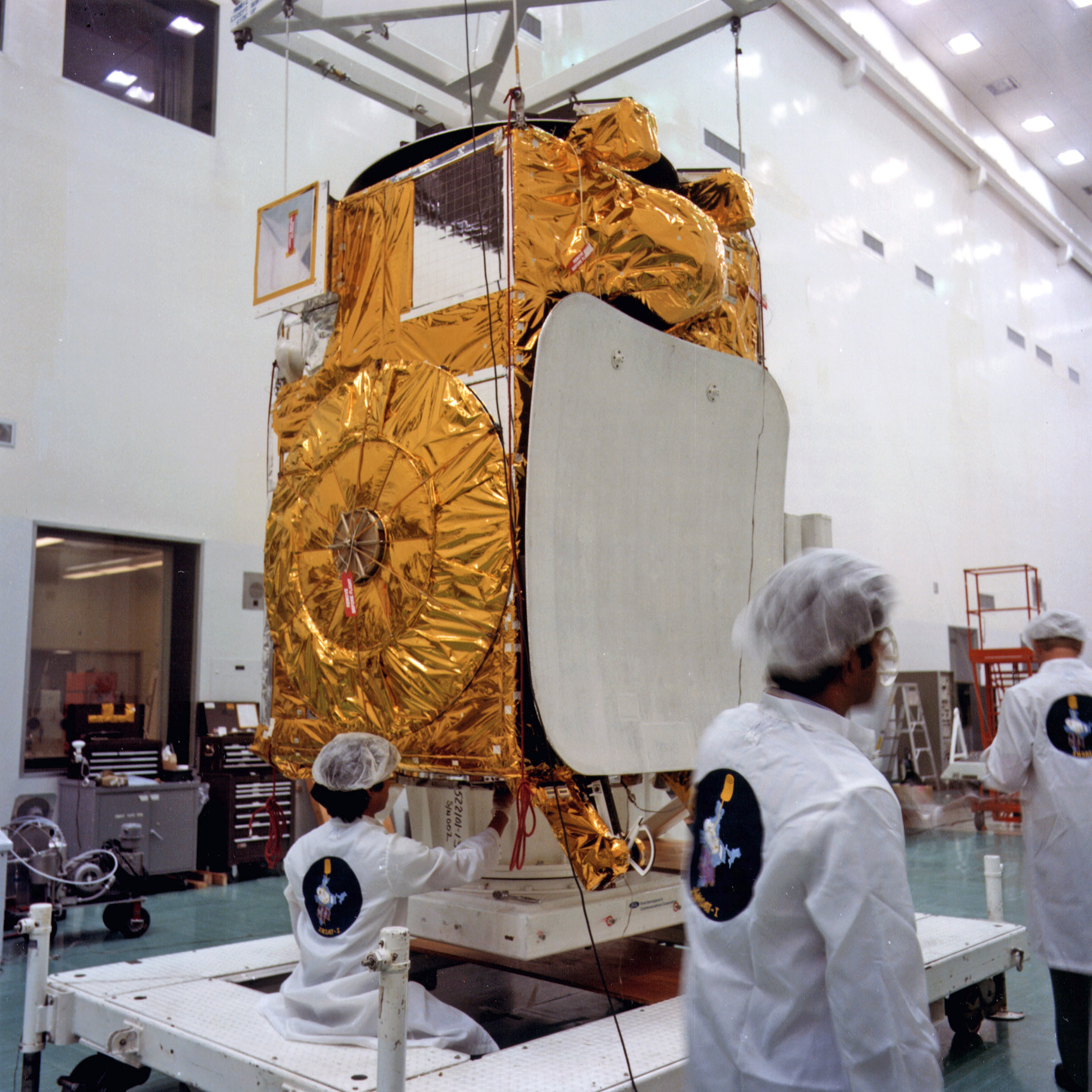
INSAT 1B

Национальная спутниковая система Индии (хинди भारतीय राष्ट्रीय उपग्रह प्रणाली), или INSAT — это серия многоцелевых геостационарных искусственных спутников, разработанных и запущенных Индийской организацией космических исследований для нужд спутниковой связи, телевещания, метеорологии, а также для поддержки поисково-спасательных операций. Развёртывание системы началось в 1983 году. По состоянию на 2018 год INSAT является наиболее развитой системой спутниковой связи из всех, созданных в Азиатско-Тихоокеанском регионе. Разработка системы ведётся по инициативе Департамента космических исследований, Индийского метеорологического департамента и Всеиндийского радио.
Спутники INSAT оснащены транспондерами в различных диапазонах (C, S, Ku) для обеспечения телекоммуникаций Индии. Некоторые аппараты также оснащены ПЗС-камерами для метеорологических наблюдений. Спутники включают в себя также дополнительные транспондеры для приёма сигналов бедствия из районов Индийского океана и Южной Азии в рамках программы Коспас-Сарсат.

## Система INSAT
INSAT (Indian National Satellite) начала свое развитие в августе 1983 года с запуском первого аппарата INSAT-1B (INSAT-1A, первый спутник серии, был запущен в 1982 году, но не смог выполнить программу полёта). Система INSAT произвела революцию в сфере индийского теле- и радиовещания, телекоммуникаций и метеорологии. Она позволила получить доступ к современным технологиям связи удалённым областям и островным территориям. Некоторые из спутников INSAT несут, кроме транспондеров, также инструменты для метеонаблюдений.

## Состав группировки спутников
Из 24 спутников, запущенных в рамках программы, 11 находятся в эксплуатации.

### INSAT-2E
Последний из пяти спутников серии INSAT-2. Оснащён семнадцатью транспондерами C-диапазона, а также ПЗС-камерой, обеспечивающей съёмку поверхности с разрешением 1 километр в видимом и инфракрасном диапазонах.

### INSAT-3A
Многоцелевой спутник INSAT-3A был запущен в апреле 2003 года.

### INSAT-3C
Запущен в январе 2002 года. Спутник оснащён 24 транспондерами C-диапазона, обеспечивающими покрытие территории Индии.

### KALPANA-1
KALPANA-1 несёт исключительно метеорологическую аппаратуру и не является спутником связи. Выведен на целевую орбиту в 2002 году ракетой-носителем PSLV.

### GSAT-2
Выведен на орбиту ракетой-носителем GSLV в ходе её второго полёта в мае 2003 года. GSAT-2 несёт четыре транспондера C-диапазона, два транспондера Ku.

### Edusat
Созданный для мультимедийного сопровождения интерактивных уроков, EDUSAT был запущен ракетой GSLV в сентябре 2004.